# Anton Hekking
Antonius Joannes Franciscus (Anton) Hekking (Den Haag, 7 september 1855 – Berlijn, 18 november 1935) was een Nederlands cellist.
Hij is zoon van muziekonderwijzer en koordirigent Gérard Hekking en zangeres Johanna Sophia van Hove. Broer Gerard Charles (Gerardus Karolus) vertrok als cellist naar Bordeaux en diens zoon André Hekking werd eveneens cellist. Broer Louis Hekking (Lodewijk Bernardus Johannes) werd violist en vertrok naar Nancy (directeur conservatorium in Nancy), diens zoon Gérard Hekking was cellist. Anton Hekking ligt begraven op het Landeseigener Friedhof Berlin-Steglitz.
Zijn muziekopleiding kreeg hij van zijn vader en aan het Haags Conservatorium. Daarna volgden nog lessen van Joseph Giese en Alexandre Chevillard en Léon Jacquard aan het Conservatoire national supérieur de musique et de danse de Paris (1873-1878). Hij studeerde daar af met een eerste prijs en won daarbij een cello. Hij was al snel verbonden aan het Philharmonisch Orkest in Scheveningen en het Stedelijk Orkest van Utrecht. Hij ondernam een tournee naar de Verenigde Staten en trad daar onder meer op met de Russische pianiste Anna Essipova. Daarna trad hij toe tot het orkest van Benjamin Bilse in Berlijn. Hij was in mei 1882 een van de medeoprichters van een orkest dat uit zou groeien tot de Berliner Philharmoniker. Al snel verliet hij dat orkest weer om een concertreis te maken met Eugène Ysaÿe. Van 1884 tot 1888 maakte hij met enkele onderbrekingen weer deel uit van het Berlijns orkest. Van 1889 tot 1891 was hij eerste cellist van het Boston Symphony Orchestra; van 1895 tot 1898 was hij cellist bij het New York Philharmonic. In al die tijd ondernam hij concertreizen door Europa en Noord-Amerika.
Hij gaf zijn naam aan het toen befaamde Hekking Trio met pianist Artur Schnabel (later vervangen door Clarence Adler) en violist Alfred Wittenberg. Voorts gaf hij les aan het Stern'sches Konservatorium.
Er zijn enkele opnamen van hem bekend:
- Abendlied von Schumann, Stradivari-Record G 85
- Meditation, Ave Maria von Bach, Continental 535
- Chanson triste von Tschaikowsky, Continental 535
- Träumerei von Schumann, Pathé 54161
- Chanson triste von Tschaikowsky, Kalliope K 535
- Berceuse von Godard, Kalliope K 241

- Bibliothèque nationale de France: cb13926994n (data)
- Gemeinsame Normdatei: 11667878X
- International Standard Name Identifier: 0000 0000 7839 0951
- Library of Congress Control Number: nr2006012993
- MusicBrainz: 93d4a8a9-193c-4192-905a-ff19a2a0afe0
- Virtual International Authority File: 17979935
- WorldCat: E39PBJm9dDKYx8RtqJrhHqcVmd